# Le Creusot
Le Creusot là một xã trong tỉnh Saône-et-Loire, thuộc vùng Bourgogne-Franche-Comté của nước Pháp, có dân số là 26.283 người (thời điểm 2003).

## Nhân khẩu học
| 1882   | 1962   | 1968   | 1975   | 1982   | 1990   | 1999   |
| ------ | ------ | ------ | ------ | ------ | ------ | ------ |
| 26.432 | 33.737 | 34.102 | 33.366 | 32.149 | 28.909 | 26.283 |